# Sigurd von Ilsemann

Armes de la famille von Ilsemann.

Sigurd Wilhelm Adolf Arnold Christoph Frank von Ilsemann, né le 19 février 1884 à Lunebourg et mort le 6 juin 1952 à Doorn, est un officier allemand ayant été l'aide de camp de l'empereur déchu Guillaume II lors de son exil aux Pays-Bas. 

## Biographie

### Au service de l'empereur
Sigurd von Ilsemann est le fils du lieutenant général prussien Karl von Ilsemann (de) (1856-1930) et de Thekla baronne von Hammerstein-Equord (1858-1920). Il est élevé dans les rites de la noblesse prussienne. Ilsemann entame une carrière militaire dans l'armée prussienne et sert notamment dans le 115e régiment d'infanterie (de). Durant la Première guerre mondiale, il combat en Champagne et reçoit en 1916 le grade de capitaine. En 1918, il intègre le personnel de l'empereur déchu Guillaume II et part vivre aux Pas-Bas. 
Durant un an et demi, il séjourne au château d'Amerongen. Lorsque l'ancien empereur s'installe au château de Doorn, Ilsemann devient l'adjudant de sa garde personnelle et son aide de camp. Il conserve ce poste jusqu'à la mort de Guillaume en juin 1941. Il retourne ensuite vivre au château d'Amerongen auprès de sa famille. 
Ilsemann a tenu de nombreux journaux intimes qui donnent un aperçu de la vie de Guillaume II aux Pays-Bas après son règne. Ces journaux ont été publiés en Allemagne dans les années 1960 avant d'être traduit en néerlandais. 
Dans le film Trahisons de David Leveaux (en) (2016), son rôle est tenu par l'acteur Ben Daniels.

### Vie privée
En 1920, Ilsemann épouse Elisabeth (1892-1971), comtesse d'Aldenburg Bentinck et fille du seigneur d'Amerongen. Il élève ainsi fortement sa position, son épouse appartenant à la haute noblesse locale. Entre 1921 et 1929, le couple donne naissance à trois fils dont un intégrera la haute noblesse néerlandaise en 1995. 
Il se suicide en juin 1952 à l'âge de 68 ans.